# Super Robot Wars Original Generation: Divine Wars
Super Robot Wars Original Generation: Divine Wars (スーパーロボット大戦OG ～ディバイン・ウォーズ～?, Sūpā Robotto Taisen Ōjī Dibain Wōzu) è una serie televisiva anime trasmessa da TV Tokyo dal 4 ottobre 2006 al 29 marzo 2007. L'anime racconta una versione alternativa degli eventi del videogioco Super Robot Wars: Original Generation, un titolo della serie Super Robot Wars della Banpresto. Un sequel intitolato Super Robot Wars OG: The Inspector (スーパーロボット大戦OG ジ・インスペクター?, Sūpā Robotto Taisen Ōjī Jī Insupektā?) è iniziato il 1º ottobre 2010.

## Trama
Sono passati circa 200 anni dall'inizio dell'era spaziale, in cui la civiltà umana cominciò ad espandersi dalla Terra allo spazio. Tuttavia, all'inizio del ventunesimo secolo, due meteore colpirono il pianeta sprofondando l'umanità nel caos. Nell'anno 179 dell'era spaziale, il governo federale terrestre scoprì una tecnologia segreta, denominata Extra-Over Technology, all'interno di una meteora che si era abbattuta sulla Terra nelle Isole Marquesas del Sud Pacifico. Il dott. Bian Zoldark, capo dell'Istituto EOTI (Extra-over tecnologico Investigative Institute), ha le prove che i creatori del EOT si stiano dirigendo verso la Terra, al fine di recuperare la propria tecnologia, o peggio, per invadere il pianeta. Per difendere l'umanità dalle minacce extraterrestri, il governo comincia a ricercare e sviluppare macchine umanoidi chiamata Personal Troopers.
La razza aliena creatrice dell'EOT, gli Aerogaters, attaccano una nave della Terra inviato ad indagare la loro presenza ai confini del sistema solare. Questa schermaglia termina in una sconfitta per gli Aerogaters, convincendo il governo terrestre a negoziare con loro. Le negoziazioni vengono predisposte in una struttura segreta in Antartide, ma l'evento viene sabotato da una fazione sovversiva chiamata i Crociati Divini. Costoro distruggono la delegazione Aerogater, quindi attaccano le forze terrestri. Bian Zoldark, leader dei Crociati Divini, sta infatti utilizzando l'occasione per ribellarsi contro il governo della Terra, nella speranza di poter istituire stabilire una valida forza di difesa per la Terra dalla minaccia degli Aerogaters.

## Personaggi
Ryusei Date (リュウセイ・ダテ?, Ryusei Date)Doppiato da Shinichiro Miki
Otaku dei mecha e finalista del Burning PT Tournament, è il protagonista della serie, assunto dalla Federazione terrestre come primo soggetto per lo sviluppo segreto del progetto SRX.
Raidiese F. Branstein (ライディース・F・ブランシュタイン?, Raidīsu.F.Buranshutain)Doppiato da Ryōtarō Okiayu
Un coraggioso pilota collaudatore della Federazione terrestre, è il secondo soggetto nello sviluppo del progetto SRX.
Aya Kobayashi (アヤ・コバヤシ?, Aya Kobayashi)Doppiata da Yumi Touma
membro relativamente nuovo ed inesperto in campo militare, terzo soggetto del progetto SRX
Ingram Prisken (イングラム・プリスケン?, Inguramu Purisuken)Doppiato da Tohru Furusawa
Un misterioso, ed influente istruttore militare, responsabile del Progetto Sviluppo SRX.

## Manga
L'anime è stato adattato in due serie manga: Super Robot Wars Divine Wars (スーパーロボット大戦OG ディバイン・ウォーズ?) di Akihiro Kimura che racconta la storia dell'anime in sei volumi pubblicati dal 2006 al 2009; Super Robot Wars Divine Wars - Record of ATX (スーパーロボット大戦OG ディバイン・ウォーズ Record of ATX?) di Tatsunosuke Yatsufusa invece racconta una storia simile ma dal punto di vista della squadra ATX ed è stato raccolto in quattro volumi.

## Colonna sonora
Sigle di apertura
- Break Out cantata dai JAM Project
- Rising Force cantata dai JAM Project

Sigle di chiusura
- Yell! cantata da Minami Kuribayashi
- Mou Ai Shika Iranai cantata da Aki Misato

## Episodi
| Nº | Giapponese 「Kanji」 - Rōmaji                                  | In onda          | In onda |
| Nº | Giapponese 「Kanji」 - Rōmaji                                  | Giapponese       |         |
| 1  | 「鋼鉄の亡霊」 - Kōtetsu no bōrei                              | 4 ottobre 2006   |         |
| 2  | 「目覚める念」 - Mezame ru nen                                 | 11 ottobre 2006  |         |
| 3  | 「三人目の男」 - Sanninme no otoko                             | 18 ottobre 2006  |         |
| 4  | 「災いの翼」 - Wazawai no tsubasa                              | 25 ottobre 2006  |         |
| 5  | 「彼方よりの客」 - Kanata yorino kyaku                         | 1º novembre 2006 |         |
| 6  | 「蒼い魔神」 - Aoi majin                                       | 8 novembre 2006  |         |
| 7  | 「ディバイン・クルセイダーズ」 - Deibain kuruseidazu           | 15 novembre 2006 |         |
| 8  | 「鋼の方舟」 - Kō no hakobune                                  | 22 novembre 2006 |         |
| 9  | 「ハガネ発進」 - Hagane hasshin                                | 29 novembre 2006 |         |
| 10 | 「風の魔装機神」 - Kaze no ma sō ki kami                       | 6 dicembre 2006  |         |
| 11 | 「マサキの選択」 - Masaki no sentaku                           | 13 dicembre 2006 |         |
| 12 | 「罠」 - San                                                   | 20 dicembre 2006 |         |
| 13 | 「決戦の予兆」 - Kessen no yochō                               | 27 dicembre 2006 |         |
| 14 | 「オペレーション・ブレイクアウト」 - Opereshon bureikuauto     | 10 gennaio 2007  |         |
| 15 | 「天からの一撃」 - Ten karano ichigeki                         | 17 gennaio 2007  |         |
| 16 | 「ビアンの遺言」 - Bian no yuigon                              | 24 gennaio 2007  |         |
| 17 | 「リトル・プリンセス」 - Ritoru purinsesu                      | 31 gennaio 2007  |         |
| 18 | 「リューネ、そしてヴァルシオーネ」 - Ryune, soshite varushione | 7 febbraio 2007  |         |
| 19 | 「魔星、現る」 - Ma hoshi, arawaru                             | 14 febbraio 2007 |         |
| 20 | 「落日のDC」 - Rakujitsu no DC                                 | 21 febbraio 2007 |         |
| 21 | 「疑念」 - Ginen                                               | 28 febbraio 2007 |         |
| 22 | 「裏切りの銃口」 - Uragiri no jūkō                             | 7 marzo 2007     |         |
| 23 | 「決別の日」 - Ketsubetsu no nichi                             | 14 marzo 2007    |         |
| 24 | 「集う力」 - Tsudō chikara                                     | 21 marzo 2007    |         |
| 25 | 「ディバイン・ウォーズ」 - Deibain uozu                        | 28 marzo 2007    |         |
| 26 | 「それぞれの路」 - Sorezoreno michi                            | DVD              |         |